# 28-я Славонская дивизия
28-я Славонская дивизия НОАЮ (сербохорв. 28. славонска дивизија НОВЈ / 28. slavonska divizija NOVJ) — воинское формирование Народно-освободительной армии Югославии, участвовавшее в Народно-освободительной войне против немецких войск. До октября 1943 года носила имя 10-я Хорватская дивизия.

## История

### Структура
Образована 17 мая 1943 на горном массиве Папук как 10-я Хорватская дивизия Народно-освободительной армии Югославии. В её состав изначально вошли 17-я и 21-я Славонские бригады, позднее включена 25-я Бродская бригада. В конце апреля 1945 года дивизии была придана 3-я артиллерийская бригада.

### Боевой путь
В течение двух лет дивизия вела боевые действия в Славонии, северо-западной Хорватии, Центральной и Восточной Боснии. Особенно дивизия в Хорватии проявила себя в битве за Турополе близ Велики-Горицы. Участвовала в боях за Белград, Биелину и Брчко.
В составе 2-й армии дивизия участвовала в битвах за города Добой, Дервента, Босанска-Градишка, Босанска-Костайница, Хрватска-Костайница, Петриня, а 8 мая 1945 завершила свой боевой путь, войдя в Белград по Савскому мосту.
За время боёв в Славонии была в составе 6-го Славонского корпуса, а во время первого и второго прорывов линии фронта в Хорватии подчинялась командованию 10-го Краинского корпуса НОАЮ из 2-й оперативной зоны. С августа 1944 года после форсирования Савы подчинялась штабу 3-го ударного корпуса, позднее в ходе Белградской операции была передана в распоряжение 12-го корпуса. В январе 1945 года вошла в состав 2-й югославской армии.